# Osvaldo Ardiles
Osvaldo César Ardiles (n. 3 august 1952 în Bell Ville, Provincia Cordoba), cunoscut în Marea Britanie ca Ossie Ardiles, este un fost fotbalist și antrenor care a jucat la Campionatul Mondial de Fotbal 1978 pentru Argentina.
Fiind un mijlocaș competitiv și tehnic, Ardiles a devenit foarte popular în Anglia, împreună cu Glenn Hoddle și compatriotul Ricardo Villa, ca jucător al echipei Tottenham Hotspur. A părăsit Anglia pentru o perioadă, din cauza izbucnirii războiului din Insulele Falkland în 1982, lipsind astfel în cea mai mare parte a sezonului 1982-1983.
La mijlocul anilor 1990 a revenit la Tottenham în postura de antrenor, unde a folosit în mai multe meciuri o formație care a avut cinci atacanți, una care nu a mai fost aplicată în fotbalul englez din anii 1950.
În prezent este comentator pe probleme sportive în Irlandala televiziunea RTÉ Sport, unde a făcut parte din echipa de dezbatere pe marginea CM 2010.

## Cariera ca jucător
Ca tânăr, Ardiles a jucat fotbal pe stradă și a fost poreclit Pitón de fratele său din cauza driblingurilor asemănătoare mișcărilor unui șarpe.
A început cariera profesională în Argentina la Instituto de Córdoba, și a continuat-o la Club Atlético Belgrano și Huracan. După CM 1978 s-a mutat în Anglia unde a jucat la Tottenham timp de patru sezoane.
A ajutat Tottenham să câștige Cupa FA în treilea sezon la echipă (1980-1981), și a colaborat cu duoul de muzică pop Chas și Dave, precum și cu restul jucătorilor echipei Tottenham pentru înregistrarea melodiei, „Ossie's Dream”. A jucat un rol important în adjudecarea aceluiași trofeu în următorul sezon, dar nu a jucat în finală, deoarece discutase cu conducerea să-i permită să plece mai devreme ca să se alăture lotului Argentinei care se pregătea de CM 1982.
În urma războiului din Insulele Falkland dintre Marea Britanie și Argentina i-a fost greu să se întoarcă la White Hart Lane și a fost împrumutat la Paris Saint-Germain, în Franța. După doar un sezon în Paris, a revenit la Tottenham, ajutând clubul să câștige Cupa UEFA în 1984. În toamna anului 1987, a fost antrenorul interimar al lui Tottenham după demisia lui David Pleat și înaintea numirii lui Terry Venables. În 1988 a plecat de la Tottenham și a mai jucat pentru Blackburn Rovers, Queens Park Rangers FC și Swindon Town FC, înainte de a fi numit în funcția de antrenor al celor de la Swindon Town, în iulie 1989. A jucat o parte din sezonul 1989 în prima ligă americană, la Fort Lauderdale Strikers.
Pe 7 februarie 2008 Ossie Ardiles, împreună cu concetățeanul Ricky Villa, au fost incluși în Tottenham Hotspur Hall of Fame.

## Cariera ca antrenor
În iulie 1989, Ardiles a trecut în postura de antrenor a divizionarei secunde Swindon Town când Lou Macari a demisionat și a devenit managerul echipei West Ham United în iulie 1989. El a uimit fanii prin înlocuirea stilului de joc cu mingi lungi cu un nou „stil de Samba”, care a transformat echipa într-una ofensivă. Parte din această schimbare a fost și implementarea „formației diamant”: un 4-4-2 cu mijlocași laterali împinși, mijlocași ofensiv și defensivi.
După zece luni echipa a ajuns pe locul patru, care a reprezentat cea mai bună clasare obținută. După ce a învins-o pe Blackburn în prima semifinală din play-off, fanii i-au dedicat o paradă. Swindon promovează pentru prima dată în istorie, după ce a trecut de Sunderland în finala play-offului, dar zece zile mai târziu este retrogradată pentru neplata salariilor jucătorilor.
În sezonul următor, Ardiles a fost nevoit să vândă vedeta Alan McLoughlin pentru a menține clubul în viață. Problemele au avut un mare impact și asupra evoluției echipei, care ajunge la sfârșitul lunii februarie ajunge în zona retrogradării. Newcastle i-a oferit șansa de a deveni noul lor antrenor, și a acceptat-o, devenind primul antrenor străin al echipei. A fost demis după un an și înlocuit cu Kevin Keegan. Newcastle era în partea de jos a clasamentului dar salvată de la retrogradare.
În iunie 1992, Ardiles îl înlocuiește pe Bobby Gould ca manager al celor de la West Bromwich Albion, care tocmai a ratat promovarea în playoff-urile din divizia a treia în 1991-92. La sfârșitul sezonului 1992-1993, echipa promovează iar fostul său club Tottenham îi oferă șansa de a antrena echipa la care a avut cele mai mari realizări. Deși a cheltuit mult pe transferuri, ca Jürgen Klinsmann, Ilie Dumitrescu și Gheorghe Popescu, termină pe locul 15 și este demis în octombrie 1994.
Ardiles a devenit antrenorul japonezilor de la Yokohama F. Marinos în ianuarie 2000, dar a fost demis în iunie 2001, după un început slab de sezon. Din 2003 până în 2005 a antrenat-o pe Tokyo Verdy 1969, cu care a câștigat Cupa împăratului 2004. În iulie 2005 a fost concediat după nouă meciuri fără victorie. La mijlocul anului 2006 s-a mutat în Israel pentru a o antrena pe Beitar Ierusalim FC, dar pleacă după doar câteva luni, pe 18 octombrie 2006, din cauza neînțelegerilor cu conducerea clubului. După o mică pauză, a fost numit în septembrie 2007 antrenorul echipei din orașul său natal, Club Atletico Huracan, dar a demisionat la sfârșitul sezonului Apertura 2007, când s-a clasat pe locul 7.
A antrenat clubul paraguayan Cerro Porteño în mai 2008 dar a fost înlocuit de Pedro Troglio în luna august a aceluiași an pentru rezultate slabe.

## Titluri

### Ca jucător
- Tottenham Hotspur:
  - Cupa FA: 1981, 1982
  - Cupa UEFA: 1984
- Echipa națională de fotbal a Argentinei: CM 1978

### Ca antrenor
- Swindon Town: Prima divizie (eșaloul 2) 1990
- West Bromwich Albion: A doua divizie (eșaloul 3) 1993
- Shimizu S-Pulse: Cupa Nabisco (1996), Cupa Tokai (1996, 1998)
- Tokyo Verdy 1969: Cupa Împăratului 2005